# Lubudia
Lubudia is een geslacht van hooiwagens uit de familie Assamiidae.
De wetenschappelijke naam Lubudia is voor het eerst geldig gepubliceerd door Roewer in 1951. 

## Soorten
Lubudia is monotypisch en omvat slechts de volgende soort:
- Lubudia leleupi